# Espectroscòpia de raigs X
L'espectroscòpia de raigs X (en anglès: X-ray spectroscopy) és un terme que agrupa diverses tècniques d'espectroscòpia per caracteritzar materials usant l'excitació dels raigs X.

## Característiques
Quan un electró de la capa interior d'un àtom es perd a causa d'algun tipus d'excitació, es reemplaça amb un electró de la capa exterior, la diferència en l'energia s'emet com un fotó de raigs X de longitud d'ona característica de l'element (hi pot haver diverses longitud d'ones característiques per element). L'anàlisi d'espectre emès per espècimens de raigs X produeix resultats qualitatius sobre la composició elemental de la mostra La comparació de l'espectre de la mostra amb els espectres amb els estàndards de composició coneguda produeix resultats quantitatius (després d'algunes correccions matemàtiques per a l'absorció, la fluorescència el nombre atòmic). Els raigs X poden ser excitats per un feix d'alta energia de partícules carregades com els electrons Els raigs X poden ser excitats per un feix d'alta energia de partícules carregades com els electrons (com en el microscopi electrònic) o protons (vegeu PIXE), o un feix de raigs X (vegeu fluorescència de raigs X, o XRF). Aquests mètodes permeten analitzar tots elements de la taula periòdica sencera, amb l'excepció de l'hidrogen, heli i liti.
En la microscòpia electrònica un feix d'electrons excita els raigs X, hi ha dues tècniques principals per a l'anàlisi de l'espectre de característiques de radiació de raigs X: energia dispersiva d'espectroscòpia de raigs X i longitud d'ona dispersiva d'espectroscòpia de raigs X.

### Espectroscòpia de raigs X per dispersió d'energia (EDS)
En l'espectroscòpia de raigs X per dispersió d'energia un espectròmetre detector mesura l'energia dels fotons emesos. Per mantenir la integritat del detectors i la resolució s'ha de refredar dins de nitrogen líquid o amb un refredador Peltier. L'EDS se sol fer servir amb microscopis electrònics.

### Espectroscòpia de raigs X per dispersió de longitud d'ona (WDS)
En l'espectroscòpia de raigs X per dispersió de longitud d'ona, un sol cristall difracta els fotons incidents, seguint la Llei de Bragg, els quals són mesurats amb un detector. En contrast amb el mètode anterior, el mètode WDS és un mètode d'adquisició d'espectre seqüencial i és més lent però més sensible que l'EDS. El WDS és àmpliament usat en microsondes i en XRF.

## Espectroscòpia d'emissió de raigs X
William Lawrence Bragg i William Henry Bragg, van ser els pioners en usar l'espectroscòpia d'emissió de raigs X. La usaren per mesurar les longituds d'ona de raigs X de molts elements amb alta precisió fent servir electrons d'alta energia com a font d'excitació. També produïren cristalls de diamant amb els seus espectròmetres.
Els raigs X actualment es generen amb un sincrotró.

### Instrumental
Hi ha diversos dissenys eficients per analitzar un espectre d'emissió de raigs X en la regió ultra raigs X tous. L'important en aquests instruments és el rendiment espectral, és a dir, el producte de la intensitat detectada i el poder de resolució espectral. En general, és possible canviar els paràmetres dins d'un cert rang, mantenint el seu producte constant.

#### Espectròmetres de reixeta
En general, la difracció de raigs X en els espectròmetres s'aconsegueix en els cristalls, però en els espectròmetres de reixeta, els raigs X que surten d'una mostra han de passar per una escletxa font de definició, a continuació, els elements òptics (miralls i / o reixetes) es dispersen per difracció d'acord amb la seva longitud d'ona i, finalment, 
un detector es col·loca en els seus punts focals.

#### Suports de reixeta esfèrica
Henry Augustus Rowland (1848-1901) va idear un instrument que permet l'ús d'un sol element òptic que combina la difracció i l'enfocament: una reixeta esfèrica. La reflectivitat dels raigs X és baixa, independentment del material utilitzat i per tant, cal incidir sobre la reixeta. Un feix de raigs X amb un angle especial millora l'eficiència instrumental considerablement.

#### Muntures planes de reixeta
Igual que en els espectròmetres òptics, un espectròmetre de reixeta pla necessitat convertir els raigs divergents emesos per la font de raigs X en un feix paral·lel. Això es pot aconseguir mitjançant l'ús d'un mirall parabòlic.

#### Interferòmetres
En lloc d'utilitzar el concepte d'interferència de feixos múltiples que les reixetes produeixen, els dos raigs simplement poden interferir. Una de les seves característiques permet un disseny molt més compacte per aconseguir alta resolució que en el cas d'espectròmetre de reixeta perquè les longituds d'ona de raigs X són petites comparades amb les assolibles. diferències de longitud

## Imatges

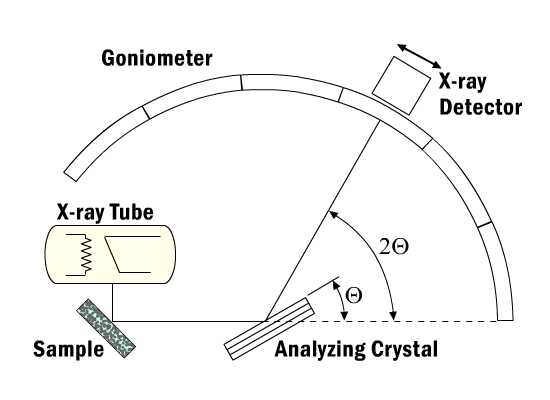
Goniòmetre d’espectroscòpia de rais X

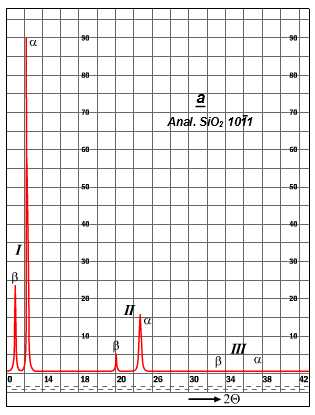
Espècimen de molibdè

## Altres tipus d'espectroscòpia de raigs X
- Espectroscòpia d'absorció de raigs X (X-ray absorption spectroscopy)
- Espectroscòpia de dicroisme circular magnètic de raigs X (X-ray magnetic circular dichroism)